# マドリード大学

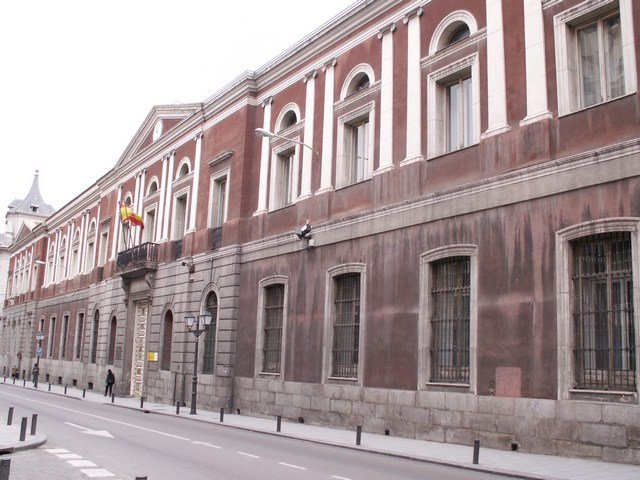

マドリード大学は、「マドリード・コンプルテンセ大学」の旧称。1968年、マドリード自治大学の設立に伴い、混同を避けるためマドリード・コンプルテンセ大学へと改称された。現在もマドリード・コンプルテンセ大学の通称として用いられる事が多い。ただし「マドリード」を冠する大学は複数ある。